# Carta della statistica pubblica svizzera

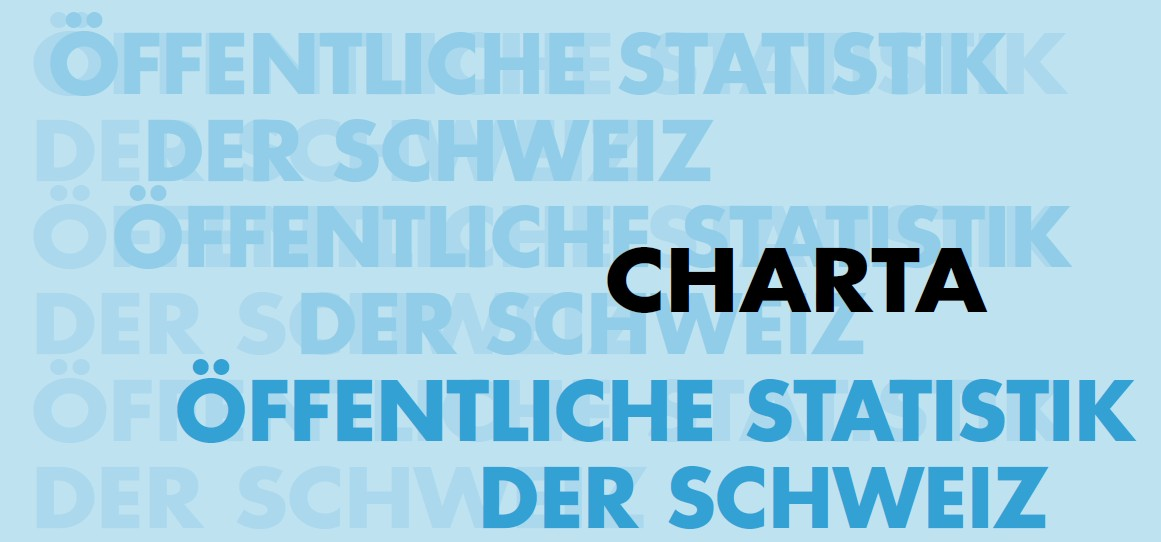
Carta della statistica pubblica svizzera

Nel maggio 2002 la Conferenza svizzera degli uffici regionali di statistica (CORSTAT) e l'Ufficio federale di statistica (UST) hanno adottato la Carta della statistica pubblica svizzera, che è stata rivista e corretta nel 2007 e nel 2012. Dotandosi di un codice deontologico, gli uffici statistici svizzeri affermano che la loro attività costituisce un servizio pubblico indispensabile, che risponde alle esigenze della nostra società democratica e di uno Stato moderno. Inoltre stabiliscono gli obiettivi principali della statistica pubblica, ovvero la pertinenza, la qualità e l'indipendenza delle informazioni statistiche che producono e pubblicano.
La Carta attuale si allinea al Codice delle statistiche europee e si compone di un preambolo, seguito da 21 principi fondamentali, cui sono associati degli indicatori che esplicitano e precisano ogni principio. La Carta contiene anche degli allegati, in cui sono riportati il campo di applicazione della Carta, le modalità di organizzazione relative alla Carta, il mandato del Consiglio di etica della statistica pubblica e un confronto tra la Carta e il Codice delle statistiche europee.